# Helena Bonham Carter
 (mai 2022).
Pour les articles homonymes, voir Bonham Carter.
Helena Bonham Carter, née le 26 mai 1966 à Londres, est une actrice britannique.
Elle est reconnue pour ses interprétations de personnages excentriques et originaux. D'abord remarquée dans des films tels que Chambre avec vue, Retour à Howards End ou Maudite Aphrodite, sa notoriété se confirme avec son interprétation de Marla dans Fight Club, puis avec ses nombreuses collaborations avec Tim Burton. Elle a également joué le rôle de Bellatrix Lestrange dans la saga Harry Potter, et a plus récemment joué dans le film Enola Holmes.
Elle interprète la femme du roi George VI dans le film Le Discours d'un roi et la sœur cadette de la reine Élisabeth II, Margaret du Royaume-Uni, dans les saisons 3 et 4 de la série télévisée The Crown.

## Biographie

### Famille
Helena Bonham Carter est la petite-fille de Maurice Bonham Carter et de Violet Asquith, devenue baronne Asquith of Yarnbury en 1964 (life peer, c'est-à-dire pair à vie et à titre uniquement personnel), fille d'Herbert Henry Asquith, qui est Premier ministre du Royaume-Uni au début de la Première Guerre mondiale. Son grand-père maternel est Eduardo Propper de Callejón, diplomate espagnol, qui a contribué à sauver des milliers de Juifs pendant la Seconde Guerre mondiale, en leur délivrant des visas leur permettant de transiter par l'Espagne pour gagner les États-Unis.
Sa mère, Elena Propper de Callejón, petite-fille de Marie-Cécile Fould-Springer, est psychothérapeute. Son père, Raymond Bonham Carter (1929-2004), issu d'une famille très impliquée dans la vie politique dans les rangs des libéraux, a été banquier puis représentant de la Banque d'Angleterre auprès du FMI, à Washington, dans les années 1960. La famille Bonham Carter descend de Sir John Carter (1741-1808) (en), maire de Portsmouth.
Helena Bonham Carter a deux frères. Elle est également cousine de l'acteur Crispin Bonham-Carter et petite-nièce du réalisateur Anthony Asquith. Elle a vécu d'octobre 2001 à décembre 2014 aux côtés du réalisateur américain Tim Burton, avec lequel elle a eu un fils en 2003 (Billy) et une fille en 2007 (Nell) . Elle est depuis 2018 en couple avec Rye Dag Holmboe.

### Enfance et adolescence
Helena Bonham Carter est née dans le quartier de Golders Green, à Londres, en 1966.
Elle passe son enfance à Londres et fréquente l'une des meilleures écoles du pays, la Westminster School. Elle a treize ans lorsqu'elle décide d'utiliser l'argent gagné à un concours de poésie pour faire paraître sa photo dans un répertoire d'acteurs. Elle obtiendra son premier contrat deux ans plus tard : un spot télévisé dans lequel elle vante les mérites d'un appareil électro-ménager.

### Carrière
C'est Trevor Nunn qui lui offre son premier rôle au cinéma dans le film d'époque Lady Jane, évocation des derniers jours de Lady Jane Grey, surnommée la reine de neuf jours, montée sur le trône d'Angleterre avant qu'elle ne soit décapitée.
Sa rencontre cette même année avec James Ivory est déterminante : il lui offre l'un des rôles principaux de Chambre avec vue en 1986, puis la retrouve le temps d'une apparition dans Maurice et dans Retour à Howards End en 1992, trois films inspirés par des romans de E. M. Forster. Cette collaboration avec le cinéaste lance sa carrière.
Son teint pâle et son allure d'héroïne victorienne lui permettent de figurer au casting de nombreux films historiques comme La Nuit des rois, pour lequel elle retrouve Trevor Nunn, Hamlet ou encore Frankenstein, de Kenneth Branagh. Elle entame une relation amoureuse avec le cinéaste en 1994, qui se termine en 1999[réf. nécessaire].
Elle joue en 1996 dans le film Portraits chinois. En août 2001, elle figure dans la revue Maximal.
La comédienne travaille avec des réalisateurs prestigieux, marchande de tableaux chez Woody Allen (Maudite Aphrodite), jeune femme atteinte d'une grave maladie tombant amoureuse malgré elle chez Paul Greengrass (Envole-moi), nihiliste suicidaire chez David Fincher (Fight Club). En 1997, la critique salue unanimement sa prestation dans Les Ailes de la colombe de Iain Softley, pour laquelle elle reçoit une nomination à l'Oscar de la meilleure actrice.
En 2001, elle incarne un primate évolué dans La Planète des singes, de Tim Burton. Elle devient alors la fiancée et la muse du cinéaste, qui lui fait jouer une sorcière dans Big Fish, la mère du héros de Charlie et la Chocolaterie ou lui demande de donner de la voix à une défunte mariée dans le film d'animation Les Noces funèbres. Forte de cette expérience dans le doublage, elle prête également sa voix à Lady Tottington dans Wallace et Gromit : Le Mystère du lapin-garou. N'hésitant pas à participer à des projets audacieux, elle donne la réplique à Aaron Eckhart dans Conversation(s) avec une femme, film indépendant utilisant le principe du split screen sur toute sa durée. En 2006, elle fait partie du jury du 59e Festival de Cannes, sous la présidence de Wong Kar-wai. En 2007, elle est choisie pour interpréter le rôle de Bellatrix Lestrange, dans Harry Potter et l'Ordre du phénix de David Yates et elle réapparaîtra dans les 3 films Harry Potter suivants. 
En 2007, elle tourne à nouveau pour son conjoint, aux côtés de Johnny Depp dans la comédie musicale Sweeney Todd  ; elle retrouve dans ce film ses deux collègues Alan Rickman et Timothy Spall de la saga des films de Harry Potter. Elle joue aussi le rôle de la Reine rouge dans Alice aux pays des merveilles, film réalisé par Tim Burton et sorti dans les salles en mars 2010, et joue le même rôle dans Alice de l'autre côté du miroir. Puis elle reprend son rôle de Bellatrix Lestrange dans Harry Potter et le Prince de sang-mêlé et Harry Potter et les Reliques de la Mort parties 1 et 2 de David Yates.

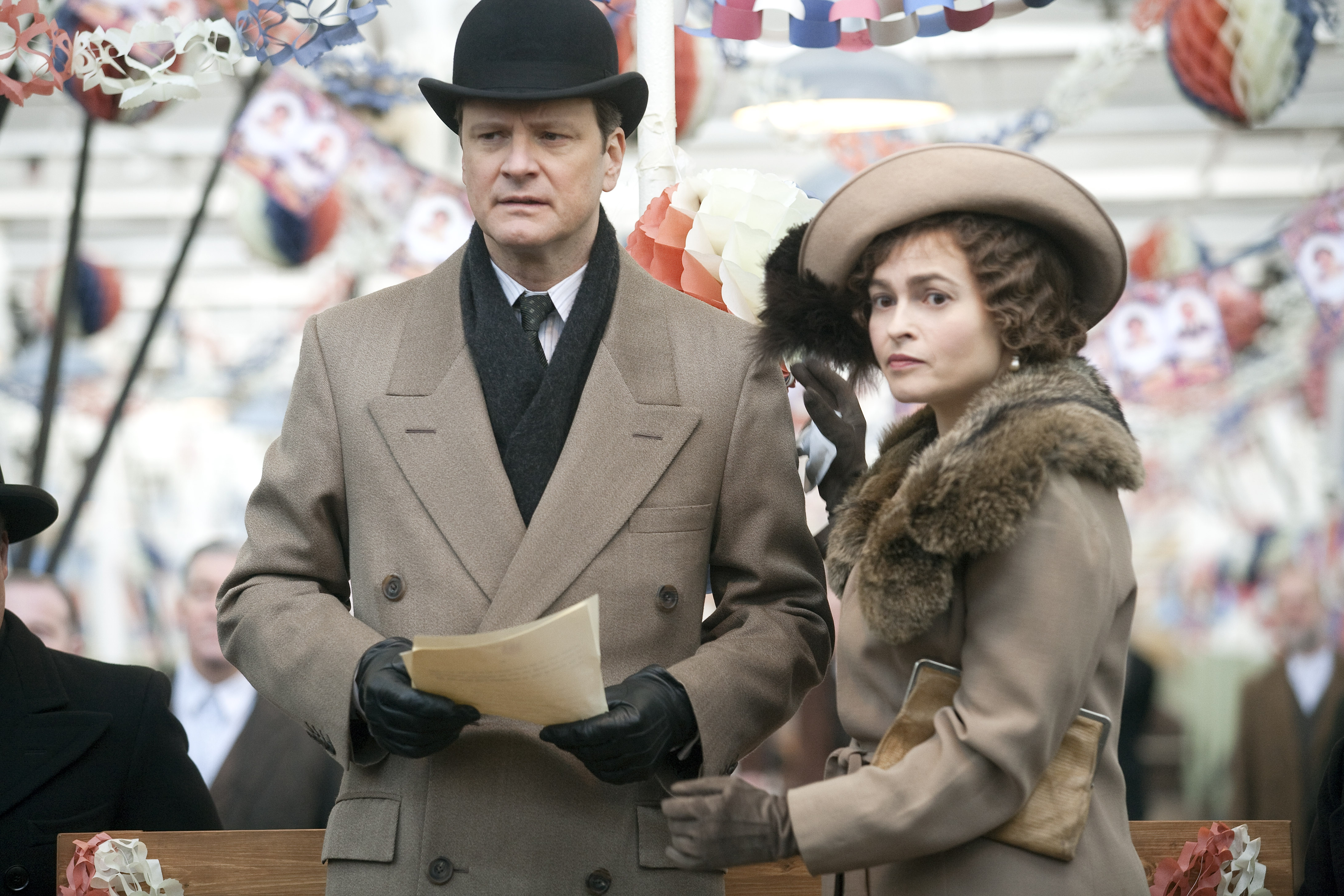
Colin Firth et Helena Bonham Carter dans le film Le Discours d'un roi de Tom Hooper en 2010.

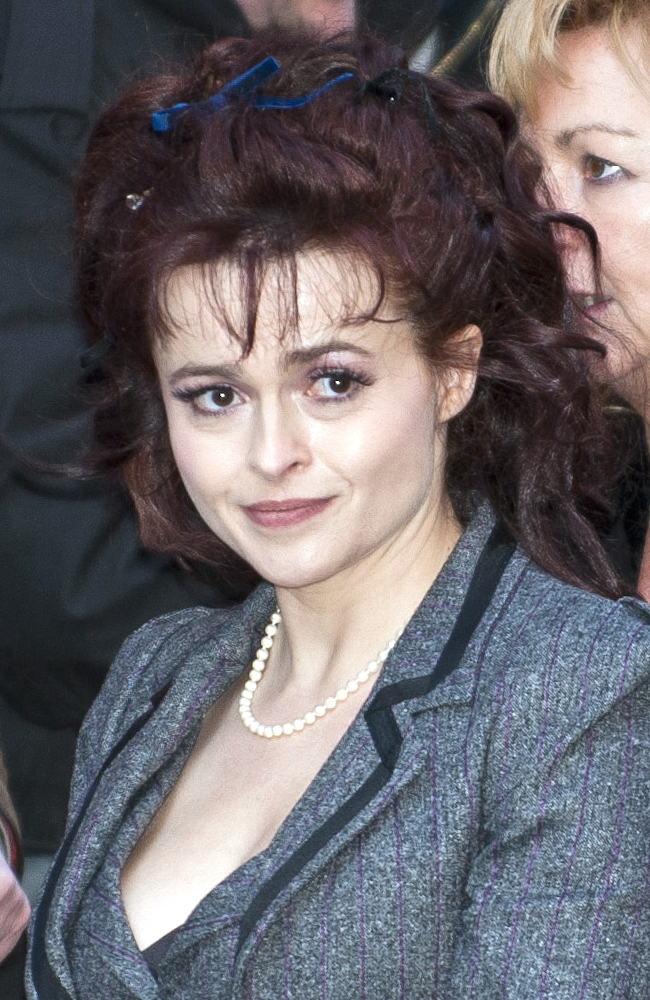
Helena Bonham Carter en 2011.

Elle incarne Elizabeth Bowes-Lyon dans Le Discours d'un roi de Tom Hooper, sorti début 2011. Sa prestation est unanimement saluée et elle reçoit de nombreuses récompenses, dont le BAFTA de la meilleure actrice dans un second rôle et une nomination à l'Oscar.
Elle retrouve Tom Hooper en 2012 dans la comédie musicale Les Misérables où elle est Mme Thénardier. Enfin, elle incarne le docteur Julia Hoffman au côté de Johnny Depp dans Dark Shadows, de Tim Burton.
En février 2012, elle est faite commandeur de l'ordre de l'Empire britannique (CBE) pour services rendus à l'art dramatique.
Puis, en 2013, elle joue de nouveau avec Johnny Depp dans Lone Ranger. C'est la première fois qu'ils partagent l'affiche d'un film non réalisé par Tim Burton. S'ensuit une collaboration avec le Français Jean-Pierre Jeunet, qui lui propose le rôle de la mère du jeune héros dans L'extravagant voyage du jeune et prodigieux T. S. Spivet. Depuis, on a pu la voir à la télévision dans le téléfilm Liz Taylor et Richard Burton : les amants terribles ; pour son interprétation, elle a été nommée aux Golden Globes 2014.
Début 2015, on la retrouve dans le film Cendrillon, de Kenneth Branagh, aux côtés de Cate Blanchett, Lily James et Richard Madden. La même année, elle apparaît dans le film britannique Les Suffragettes.

### Prises de position
Helena Bonham Carter a publiquement soutenu Johnny Depp après son procès sur l'affaire de la bataille judiciaire entre ce dernier et Amber Heard. En novembre 2022, elle y dénonce notamment l’opportunisme d'Amber Heard à propos du  mouvement MeToo en déclarant : « Elle a eu le retour de bâton. C’est le problème avec ce genre de choses. Les gens sautent sur l’occasion parce que c’est la mode. »
Par ailleurs, elle soutient J. K. Rowling à la suite des accusations de transphobie à l'encontre de la romancière de Harry Potter. Bonham Carter affirme : « Je pense que J.K. Rowling a été traquée. Elle a le droit d’avoir son opinion. ».
L'actrice déclare « détester la cancel culture ».

## Filmographie

### Cinéma

#### Longs métrages

##### Années 1980
- 1985 : Chambre avec vue (A Room with a View) de James Ivory : Lucy Honeychurch, la cousine de Miss Bartlett's
- 1986 : Lady Jane de Trevor Nunn : Lady Jane Grey
- 1987 : Maurice de James Ivory : Une femme au match de cricket
- 1988 : La maschera de Fiorella Infascelli : Iris
- 1989 : Getting It Right de Randal Kleiser : Lady Minerva Munday

##### Années 1990
- 1989 : Francesco de Liliana Cavani : Chiara
- 1990 : Hamlet de Franco Zeffirelli : Ophelia
- 1991 : L'Amour en larmes (Where Angels Fear to Tread), de Charles Sturridge : Caroline Abbott
- 1992 : Retour à Howards End (Howards End) de James Ivory : Helen Schlegel
- 1994 : Frankenstein de Kenneth Branagh : Elizabeth
- 1995 : Maudite Aphrodite (Mighty Aphrodite) de Woody Allen : Amanda
- 1995 : Margaret's Museum de Mort Ransen : Margaret MacNeil
- 1996 : La Nuit des rois (Twelfth Night: Or What You Will) de Trevor Nunn : Olivia
- 1996 : Portraits chinois de Martine Dugowson : Ada
- 1997 : Les Ailes de la colombe (The Wings of the Dove) d'Iain Softley : Kate Croy
- 1997 : Keep the Aspidistra Flying de Robert Bierman : Rosemary
- 1997 : The Petticoat Expeditions de Pepita Ferrari : La narratrice (voix)
- 1998 : Amour, vengeance & trahison (The Revengers' Comedies) de Malcolm Mowbray : Karen Knightly
- 1999 : Fight Club de David Fincher : Marla Singer
- 1999 : Women Talking Dirty de Coky Giedroyc : Cora
- 1999 : Envole-moi (The Theory of Flight) de Paul Greengrass : Jane Hatchard

##### Années 2000
- 2000 : Carnivale de Deane Taylor : Milly (voix)
- 2001 : La Planète des singes (Planet of the Apes) de Tim Burton : Ari
- 2001 : Novocaïne de David Atkins : Susan Ivey
- 2002 : The Heart of Me de Thaddeus O'Sullivan : Dinah
- 2002 : Till Human Voices Wake Us de Michael Petroni : Ruby
- 2003 : Big Fish de Tim Burton : Jenny adulte / La sorcière
- 2005 : Charlie et la Chocolaterie (Charlie and the Chocolate Factory) de Tim Burton : Mme Bucket
- 2005 : Wallace et Gromit : Le Mystère du lapin-garou (Wallace & Gromit: The Curse of the Were-Rabbit) de Steve Box et Nick Park : Lady Campanula Tottington (voix)
- 2005 : Les Noces funèbres (Corpse Bride) de Tim Burton : Emily, la mariée défunte (voix)
- 2006 : Sixty Six de Paul Weiland : Esther Rubens
- 2006 : Conversation(s) avec une femme (Conversations with Other Women) d'Hans Canosa : la femme
- 2007 : Harry Potter et l’Ordre du Phénix (Harry Potter and the Order of the Phoenix) de David Yates : Bellatrix Lestrange
- 2007 : Sweeney Todd : Le Diabolique Barbier de Fleet Street (Sweeney Todd: The Demon Barber of Fleet Street) de Tim Burton : Mme Lovett
- 2009 : Terminator Renaissance (Terminator Salvation) de McG : Dr Serena Kogan
- 2009 : Harry Potter et le Prince de sang-mêlé (Harry Potter and the Half-Blood Prince) de David Yates : Bellatrix Lestrange

##### Années 2010
- 2010 : Alice au pays des merveilles (Alice in Wonderland) de Tim Burton : La Reine rouge
- 2010 : Le Discours d'un roi (The King's Speech) de Tom Hooper : Elizabeth Bowes-Lyon, duchesse d'York et femme du roi George VI d'Angleterre
- 2010 : Harry Potter et les Reliques de la Mort, partie 1 Harry Potter and the Deathly Hallows: Part 1) de David Yates : Bellatrix Lestrange
- 2011 : Harry Potter et les Reliques de la Mort, partie 2 (Harry Potter and the Deathly Hallows: Part 2) de David Yates : Bellatrix Lestrange (et Hermione Granger sous les traits de Bellatrix Lestrange)
- 2012 : Dark Shadows de Tim Burton : Dr Julia Hoffman
- 2012 : Les Misérables de Tom Hooper : Mme Thénardier
- 2012 : De grandes espérances (Great Expectations) de Mike Newell : Miss Havisham
- 2013 : Lone Ranger, naissance d'un héros (The Lone Ranger) de Gore Verbinski : Red Harrington
- 2013 : L'Extravagant voyage du jeune et prodigieux T.S. Spivet de Jean-Pierre Jeunet : Dr Clair
- 2015 : Cendrillon (Cinderella) de Kenneth Branagh : La Marraine-Fée de Cendrillon
- 2015 : Les Suffragettes (Suffragette) de Sarah Gavron : Edith New
- 2016 : Alice de l'autre côté du miroir (Alice Through the Looking Glass) de James Bobin : La Reine rouge
- 2017 : 55 Steps de Bille August : Eleanor Riese
- 2018 : Ocean's 8 de Gary Ross : Rose Weil

##### Années 2020
- 2020 : Enola Holmes d'Harry Bradbeer : Eudoria Holmes
- 2020 : DragonHeart La Vengeance : Siveth (voix)
- 2021 : Not Bloody Likely : Mme Pat Campbell
- 2022 : Enola Holmes 2 de Harry Bradbeer : Eudoria Holmes
- 2023 : Le Lapin de velours (en) (The Velveteen Rabbit) de Jennifer Perrott : Vénérable Cheval (voix)
- 2023 : Une vie (One Life) de James Hawes : Babette Winton
- 2025 : Four Letters of Love de Polly Steele : Margaret Gore

#### Courts métrages
- 1988 : Six minutes with Ludwig: La star
- 2001 : Football de Gaby Dellal : La mère
- 2017 : Poles Apart de Paloma Baeza : L'ours polaire (voix)

### Télévision

#### Séries télévisées
- 1986 : Deux flics à Miami (Miami Vice) : Theresa
- 1987 : Screen Two : Jo Marriner
- 1994 : Absolutely Fabulous : Saffron
- 1994 : Véra va mourir (A Dark Adapted Eye) : Faith Severn adulte
- 1996 : La Grande Guerre : 1914-1918 (The Great War and the Shaping of the 20th Century) : Vera Brittain / Helen Thomas (voix)
- 1998 : Merlin : Morgan Le Fey
- 2016 : Love, Nina : Georgia
- 2019 : Dark Crystal : Le Temps de la résistance (The Dark Crystal: Age of Resistance) : Grande Maudra (voix)
- 2019 - 2020 : The Crown : Margaret du Royaume-Uni
- 2021 : The Cleaner : Sheila
- 2022 : Ten Percent : Elle-même
- 2023 : Nolly : Noele Gordon

#### Téléfilms
- 1983 : A Pattern of Roses de Lawrence Gordon Clark : Netty
- 1987 : Les Hasards de l'amour (A Hazard of Hearts) de John Hough : Serena Staverley
- 1991 : Brown Bear's Wedding de Chris Randall : L'Ourse blanche (voix)
- 1992 : White Bear's Secret de Peter Lewis et Barbara Slade: L'Ourse blanche (voix)
- 2002 : En direct de Bagdad (Live from Baghdad) de Mick Jackson : Ingrid Formanek
- 2003 : Henry VIII de Pete Travis : Anne Boleyn
- 2005 : Magnificent 7 de Kenneth Glenaan : Maggi Jackson
- 2009 : Le Roman d'Enid Blyton (Enid) de James Hawes : Enid Blyton
- 2009 : Le Gruffalo (The Gruffalo) de Max Lang et Jakob Schuh : La mère écureuil (voix)
- 2010 : Toast de S. J. Clarkson (en) : Joan Potter
- 2013 : Liz Taylor et Richard Burton : Les Amants terribles (Burton and Taylor) de Richard Laxton : Elizabeth Taylor
- 2014 : Turks & Caicos de David Hare : Margot Tyrrell
- 2014 : Salting the Battlefield de David Hare : Margot Tyrrell

### Clips
- 2012 : Out of the Game de Rufus Wainwright
- 2015 : Brand New Day de Bryan Adams

## Distinctions
Helena Bonham Carter a été plusieurs fois récompensée, notamment pour son rôle de Marla Singer dans Fight Club, pour lequel elle a obtenu l'Empire Award de la meilleure actrice en 2000. Son interprétation de la duchesse d'York dans Le Discours d'un roi lui a valu le Prix de la meilleure actrice dans un second rôle aux British Independent Film Awards en 2010 ainsi que le British Academy Film Award de la meilleure actrice dans un second rôle en 2011. Elle a obtenu plusieurs nominations aux Oscars, notamment en 1998 pour Les Ailes de la colombe, et en 2011 pour Le Discours d'un roi.

## Voix francophones
En France, Laurence Bréheret est la voix régulière d'Helena Bonham Carter. En parallèle, Marie Zidi et Rafaèle Moutier l'ont doublée respectivement à cinq et quatre reprises chacune.
Au Québec, Pascale Montreuil est la voix québécoise régulière de l'actrice.